# NGC 815
NGC 815 是鲸鱼座的一個星系。赤经为2时10分39.4秒，赤纬为-15°48'46"，星等为15.5。由美国天文学家Ormond Stone在1886年发现，距银河系的距离未知。